# Enicospilus cressoni
Enicospilus cressoni es una especie de insecto del género Enicospilus de la familia Ichneumonidae del orden Hymenoptera.

## Historia
Fue descrita científicamente por primera vez en el año 1912 por Hooker.